# Petrochromis fasciolatus
Petrochromis fasciolatus és una espècie de peix d'aigua dolça de la família dels cíclids i de l'ordre dels perciformes, que es troba al llac africà de Tanganyika. Els adults poden assolir els 15 cm de longitud total.